# Mauthausen
Mauthausen – gmina targowa w Austrii, w kraju związkowym Górna Austria, w powiecie Perg. Leży ok. 20 km na wschód od Linzu, przy ujściu rzeki Anizy do Dunaju. Liczy 4894 mieszkańców (1 stycznia 2015) na powierzchni 14 km².
W czasie II wojny światowej w miejscowości był zlokalizowany niemiecki nazistowski obóz koncentracyjny Mauthausen, w którym zamordowano ok. 122 tys. więźniów.

## Atrakcje turystyczne
- Stare Miasto
- XV-wieczny kościół św. Mikołaja (St. Nikolaus)
- XVI-wieczny zamek Pragstein